# 8-Stufen-Modell eines Veränderungsprozesses nach J. P. Kotter
Das 8-Stufen-Modell eines Veränderungsprozesses (englisch 8-Step Process for Leading Change) ist eines der populärsten Change-Management-Modelle. Es wurde 1996 von John P. Kotter vor dem Hintergrund eines durch VUCA geprägten, globalisierten Marktumfeldes entwickelt.

## Hintergrund
Ausgangspunkt der Entwicklung des Modells ist der 1995 im Harvard Business Review erschienene Artikel „Leading Change: Why Transformation Efforts Fail“. Basierend auf seinen Praxis- und Forschungserfahrungen beschreibt Kotter darin acht kritische Fehler, die den Erfolg eines organisationalen Veränderungsprozesses beeinträchtigen können. Zudem zeigt Kotter auf, wie diesen Fehlern entgegengewirkt werden kann.
Darauf aufbauend entwickelte Kotter in seinem 1996 erschienenen Buch „Leading Change“ ein Modell, nach dem erfolgreiche organisationale Veränderungsprozesse acht Stufen (oder auch Phasen) durchlaufen. Jede Stufe adressiert dabei jeweils einen der acht von Kotter identifizierten kritischen Fehler. Der Fokus des Modells liegt auf der Führung von Veränderungsprozessen.
Das Buch „Leading Change“ ist ein weltweiter Bestseller im Bereich der Change Management-Literatur. Es richtet sich vordergründig an Führungskräfte und Manager, also die Endanwender im Change Management. Erklärt wird die große Popularität des Modells vor allem durch dessen intuitiven und praktischen Charakter.

## Stufen

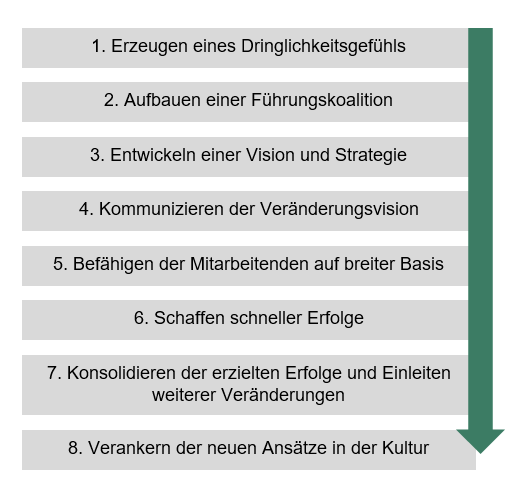
Darstellung des 8-Stufen Modells von J. P. Kotter

Kotter postuliert eine sequenzielle Abfolge von acht Stufen, die einen organisationalen Veränderungsprozess kennzeichnen. Falls ein Veränderungsprojekt aus mehreren Teilprojekten besteht, durchlaufen diese jeweils die acht Stufen. Es kann sich also ein komplexer Gesamtprozess ergeben. Ein Veränderungsprozess kann je nach Tiefe und Umfang der Veränderungen mehrere Monate bis Jahre dauern.
1. Erzeugen eines Dringlichkeitsgefühls („Create a sense of urgency“)
In der ersten Stufe ist es laut Kotter erforderlich, dass den Mitarbeitenden, einschließlich aller Führungskräfte, die Notwendigkeit der Veränderungen aufgezeigt wird. Dafür sollten die Markt- und Wettbewerbssituation realistisch analysiert sowie (potenzielle) Krisen und Chancen erkannt, diskutiert und sichtbar gemacht werden.
2. Aufbauen einer Führungskoalition („Build  a guiding coalition“)
Die zweite Stufe eines Veränderungsprozesses beinhaltet die Zusammenstellung eines Teams, das den gesamten Veränderungsprozess führt.  Dieses Führungsteam sollte repräsentativ für die Organisation sein sowie über genügend Expertise, Reputation und Führungskompetenzen verfügen. Wichtig findet Kotter zudem, dass in dem Führungsteam Vertrauen aufgebaut und gemeinsame Ziele entwickelt werden.
3. Entwickeln einer Vision und Strategie („Develop a vision and strategy“)
In der dritten Stufe wird von dem aufgebauten Führungsteam eine Veränderungsvision erarbeitet. Diese bietet ein gemeinsames Verständnis über die Richtung der Veränderungen, unterstützt die Koordination und kann die Mitarbeitenden motivieren. Laut Kotter sollte die Vision vorstellbar, realistisch, ausreichend spezifisch sowie ausreichend flexibel sein und die Interessen vieler Stakeholder abbilden. Aufbauend auf der Vision wird die Strategie ausgearbeitet.
4. Kommunizieren der Veränderungsvision („Communicate the change vision“)
Im Fokus der vierten Stufe steht die Kommunikation der Veränderungsvision. Diese sollte laut Kotter möglichst einfach, bildhaft, über verschiedene Kanäle und wiederholt an die Mitarbeitenden vermittelt werden. Ziel in dieser Phase des Veränderungsprozesses ist es laut Kotter, dass viele Mitarbeitenden ein eindrückliches Verständnis der Vision bekommen.
5. Befähigen der Mitarbeitenden auf breiter Basis („Empower broad-based action“)
In der fünften Stufe thematisiert Kotter Hindernisse, die Mitarbeitenden die Umsetzung der angestrebten Veränderungen erschweren, zum Beispiel bestimmte formale Strukturen, ein Mangel an neuen Fähigkeiten oder nicht von den Veränderungen überzeugte Vorgesetzte. Diese hindernden Faktoren sollten in der fünften Stufe beachtet und sorgfältig gelöst werden.
6. Schaffen schneller Erfolge („Generate short-term wins“)
Da organisationale Veränderungen in der Regel langwierig sind, sind laut Kotter erste, schnelle Erfolge notwendig, um die Glaubwürdigkeit des eingeleiteten Prozesses zu bestätigen. Darüber hinaus können erste, schnelle Erfolge als Belohnung der Bemühungen wahrgenommen werden, erstes Feedback zur Umsetzbarkeit der Veränderungsideen geben sowie dazu beitragen, die Unterstützung der Veränderungen zu erhalten und auszubauen.
7. Konsolidieren der erzielten Erfolge und Einleiten weiterer Veränderungen („Consolidate gains and produce more change“)
Die siebte Stufe eines Veränderungsprojektes beinhaltet nach Kotter, dass die bereits erzielten Erfolge gefestigt werden und neue, darauf aufbauende Veränderungsideen kanalisiert und ebenfalls angegangen werden. Kotter warnt davor, das Ende eines großen Veränderungsprojektes zu früh zu verkünden und dadurch eine Weiterentwicklung auszubremsen.
8. Verankern der neuen Ansätze in der Kultur („Anchor new approaches in the corporate culture“)
Die letzte Stufe eines Veränderungsprozesses umfasst nach Kotter, dass die Veränderungen in der Unternehmenskultur Raum finden. Ziel ist es, nicht mit der Vision zu vereinbarende Teile der Unternehmenskultur loszulassen und neue Werte zu integrieren. Da die Kultur eines Unternehmens oftmals schwer greifbar ist, führen laut Kotter erst erfolgreich etablierte Veränderungen zu einem Wandel in der Unternehmenskultur.

## Einordnung
Das Modell basiert auf den persönlichen Erfahrungen und Beobachtungen von Kotter aus der Praxis und Forschung. Von wissenschaftlicher Seite aus wird angemerkt, dass die empirische Fundierung des Modells nicht nachvollziehbar offen gelegt ist. Bislang gibt es zudem nur eine kleine Anzahl an (Fall-)Studien, die Veränderungsprozesse basierend auf dem Modell Kotters umfassend untersuchen und validieren können. Es besteht hier noch Forschungsbedarf (Stand 2020).
In seinen Ausführungen zu dem Modell beschäftigt sich Kotter hauptsächlich mit Veränderungsinitiativen in großen, global agierenden Unternehmen, die sich in unbeständigen, herausfordernden Marktverhältnissen bewegen. Aufgrund dessen kann nicht von einer uneingeschränkten Anwendbarkeit des Modells auf alle Arten von Veränderungsprozessen ausgegangen werden.
Im Bereich Change Management ist das 8-Stufen Modell von Kotter eines von vielen Phasenmodellen von organisationalen Veränderungsprozessen. In der Forschung lässt sich zunehmend das Bemühen beobachten (Stand 2020), die verschiedenen Change Management-Modelle zu integrieren und einen leicht zugänglichen, praxisorientierten Konsens über Grundprinzipien in der Gestaltung von Veränderungsprozessen zu schaffen.